# Borya septentrionalis
Borya septentrionalis är en enhjärtbladig växtart som beskrevs av Ferdinand von Mueller. Borya septentrionalis ingår i släktet Borya och familjen Boryaceae. Inga underarter finns listade i Catalogue of Life.